# Oratorium na Wielkanoc (BWV 249)
Oratorium na Wielkanoc (łac. Oratorium Festo Paschali, niem. Oster-Oratorium), BWV 249, incipit Kommt, eilet und laufet – oratorium Jana Sebastiana Bacha. Pierwsza wersja została przez kompozytora ukończona 1 kwietnia 1725. Istnieją co najmniej trzy różne wersje, z istotnymi modyfikacjami, wśród nich świecka kontrafaktura jako kantata urodzinowa dla niemieckiego księcia. Całość w dużej mierze opiera się na materiale zaginionej kantaty, tzw. Pasterskiej, BWV 249a, z której zachowało się jedynie libretto.
Tematem oratorium są wydarzenia Niedzieli Wielkanocnej, gdy św. Piotr (tenor) i św. Jan Apostoł spieszą do grobu Jezusa i znajdują go pustym. Inne partie utworu to Maria Magdalena (alt) i Maria, matka Jakuba (sopran). Domniemanym autorem tekstu, opartego w znacznej mierze na Ewangelii Marka (16: 1–8), był poeta i librecista wielu utworów Bacha – Picander. 
Pierwsze wykonania miały miejsce w Lipsku: po raz pierwszy 1 kwietnia 1725, a następnie w 1738, między 1743 a 1746 oraz 6 kwietnia 1749.

## Budowa
Spośród trzech utworów nazwanych przez samego kompozytora oratorio żadne nie reprezentuje tej formy muzycznej; są one raczej rodzajem misterium lub szeroko rozbudowanej kantaty.
| Nr | Forma     | Obsada      | Tytuł                        |
| -- | --------- | ----------- | ---------------------------- |
| 1  | Sinfonia  |             |                              |
| 2  | Adagio    |             |                              |
| 3  | Duet      | Tenor, bas  | Kommt, eilet und laufet      |
| 4  | Recytatyw | SATB        | O kalter Männer Sinn         |
| 5  | Aria      | Sopran      | Seele, deine Spezereien      |
| 6  | Recytatyw | ATB         | Hier ist die Gruft           |
| 7  | Aria      | Tenor       | Sanfte soll mein Todeskummer |
| 8  | Recytatyw | Sopran, alt | Indessen seufzen wir         |
| 9  | Aria      | Alt         | Saget, saget mir geschwinde  |
| 10 | Recytatyw | Bas         | Wir sind erfreut             |
| 11 | Chór      | SATB        | Preis und Dank               |

## Nagrania
Oratorium zostało nagrane przez takich wykonawców specjalizujących się w wykonawstwie historycznym, jak Helmuth Rilling (Hänssler, 1980), Andrew Parrott (Virgin Veritas, 1993), Philippe Herreweghe (Harmonia Mundi France, 1994), Ton Koopman (Erato / Teldec, 1998), Paul McCreesh (Archiv Produktion, 2000) oraz Masaaki Suzuki (BIS, 2004).